# Tomcsányi Ádám
Tomcsinyi Tomcsányi Ádám (Kámánfalu, Nyitra vármegye, 1755. december 4. – Pest, 1831. július 24.) filozófiai doktor, természettudós, egyetemi tanár.

## Élete
Alsóbb tanulmányait Prasicon, Nyitrán, Selmecen és Nagykárolyban végezte. 1778-ban a budai egyetemen bölcseletet hallgatott s csakhamar a bölcseletet hallgatók tanítója lett; 1790–1791-ben ugyanott tanársegéd volt a természettan és erőműtan tanára mellett. 1791–1798-ig mint a természettan és mezei gazdaság tanára Nagyváradon működött. Innét Pozsonyba került szintén tanárnak. 1801-ben a pesti egyetemre a természettan és erőműtan tanárának helyeztetett át, ahol 1804–1805-ben bölcseletkari dékán, 1823–1824-ben pedig rektor volt. 1802. szeptember 27-én a jénai mineralógiai társaság tiszteleti tagjának választotta. 1831-ben hunyt el Pesten.

## Művei
Cikke a Tudom. Gyűjteményben (1817. V. VI. A mennykőhárítókról).
Önállóan megjelent művei:
- Carmina ad diem solennem Ladislai Keszthelyi. Magno-Karolini, 1778. (Többekkel).
- Tentamen publicum ex physica in reg. univ. Pestiens. e praelectionibus... sec. semestr. 1801., II. Sem. 1803., I. Sem. 1807., II. Sem. 1808., II. Sem. 1811. et 1812. Pestini, 1801., 1803., 1807-8., 1811-12.
- Plan zu einer ungarischen Gesellschaft für Naturkunde u. Medizin. Pest, 1802. (Többekkel).
- Dissertatio de theoria phaenomenorum electricitatis galvanianae. Budae, 1809. Két tábla rajz. (Ism. Annalen. Wien, 1810. I. 246. l.)
- Propositiones ex universa physica et oeconomia rurali... quas... propugnandas suscepit Josephus Osterhueber. Uo. 1810.
- Dissertatio de terrae motu in genere, ac in specie Moórensi. Budae, 1814. Térképpel. (Kitaibel Pállal).
- Institutiones physicae quas compendio dedit... Pars I. complectens physicam generalem cum figuris 71 aeri incis. Pars II. complectens physicam particularem cum fig. 126 aeri inc. Pars III. complectens astronomiam, et geographiam physicam item meteorologiam, cum fig. 19. aeri inc. Pesthini, 1820-21. tizenegy tábla rajzzal. (2. kiadása. Uo. 1823-24.).